# Une étoile au soleil
Pour plus de détails, voir Fiche technique et Distribution.
Une étoile au soleil est un film français réalisé par André Zwoboda et sorti en 1943.

## Synopsis
Martine, devenue grande vedette de la chanson à Paris, souhaite revenir visiter son village natal. Confrontée à Merlerault, un très hautain et noble personnage qui veut lui donner des leçons de savoir vivre, elle succombe après un temps de colère, aux charmes du gentilhomme. Il se marient mais elle a oublié de préciser à son époux, qu'en fait son père est le braconnier le plus réputé du coin.

## Fiche technique
- Titre français : Une étoile au soleil
- Titre anglais international : A Star to the sun
- Réalisation : André Zwoboda
- Scénario : René Wheeler
- Adaptation et dialogues : Pierre Bost
- Musique : Maurice Thiriet
- Photographie : Jean Isnard
- Montage : Claude Nicole et Suzanne de Troeye
- Décors : Robert-Jules Garnier
- Son : Robert Ivonnet
- Producteur : Pierre Guerlais
- Sociétés de production : Films Pierre Guerlais (France) et Industrie Cinématographique (France)
- Procédé cinématographique : Sphérique
- Pays de production :  France
- Format :  Son mono - 35 mm - Noir et blanc - 1,37:1
- Genre :  Comédie
- Durée : 92 minutes
- Date de sortie : 
  - France :  24 février 1943
- Affiche : Roger Rojac (France)

## Distribution
- Martine Fougère : Martine
- Jean Davy : Pierre de Merlerault
- Robert Dhéry : Hubert de Merlerault
- Léon Walther : Adalbert de Merleault
- Julien Carette : Plessis
- Pierre Larquey
- Fred Pasquali
- Michèle Lahaye
- Marcel Pérès
- Jean Dasté
- Paul Frankeur
- Maurice Marceau
- Marcel Melrac
- Pierre Ripault
- Maurice Salabert
- Josette Zell
- Bourvil : figurant (crédité Alain Grimor)